# Souk El Koutbiya
Le souk El Koutbiya (arabe : سوق الكتبية) ou souk des Libraires est l'un des souks de la médina de Tunis. Il est spécialisé dans la vente de livres.

## Histoire

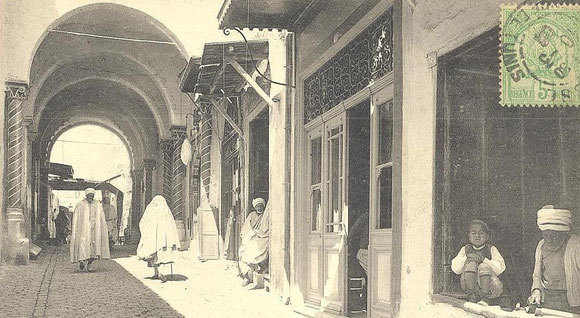
Carte postale montrant le souk des Libraires.

Le souk des Libraires est édifié par Ali Ier Pacha dans la première moitié des années 1750, en même temps que les deux médersas situées dans ce même souk, la médersa Slimania et la médersa El Bachia.

## Localisation
Ce souk est situé à proximité de la mosquée Zitouna, du côté du souk El Fekka. Il est aussi délimité par le souk El Kachachine.